# Ропер, Линдал
Линдал Ропер (англ. Lyndal Anne Roper, род. 28 мая 1956, Мельбурн) — историк. Она родилась в Мельбурне, Австралия. Она занимается историей Германии XVI-XVIII веков и написала биографию Мартина Лютера. Ее исследования сосредоточены на гендере и Реформации, колдовстве и визуальной культуре. В 2011 году она была назначена профессором истории Regius в Оксфордском университете, став первой женщиной и первым австралийцем, занявшим эту должность.

## Биография
В 1977 году Ропер окончила Мельбурнский университет по специальности «История и философия», после чего получила первую стипендию Caltex Woman Graduate of the Year и дополнительную стипендию от Ассоциации женщин-выпускниц университета. Благодаря гранту Германской службы академических обменов (DAAD) она смогла пройти обучение в Германии. В течение первых почти двух лет своего пребывания в Германии Ропер училась у Хайко Обермана в Тюбингенском университете и работала с Ингрид Батори и Хансом-Кристофом Рублаком. Затем она перешла в Королевский колледж Лондона, где в 1985 году защитила докторскую диссертацию под руководством Роберта У. Скрибнера. Её диссертация называлась «Работа, брак и сексуальность: женщины при Реформации в Аугсбурге».
Перед завершением докторской диссертации Ропер начала стажировку в качестве младшего научного сотрудника в Мертон-колледже Оксфордского университета (1983–1986). В 1986 году она заняла непостоянную должность лектора в Королевском колледже Лондона, а в 1987 году перешла на постоянную должность в Королевский колледж Холлоуэй Лондонского университета, став профессором в 1999 году и основав (совместно с Амандой Викери) первую магистерскую программу по женской и гендерной истории. Она была научным сотрудником Берлинским институтом перспективных исследований (1991–1992) и занимала должности приглашённого специалиста в Центре Айзенберга в Анн-Арборе, Университете Западной Австралии, Австралийском национальном университете в Канберре, Свободном университете Берлина и Институте Макса Планка в Геттингене. В 2002 году она поступила на должность лектора и феллоу в Баллиол-колледже в Оксфорде. В настоящее время она является профессором истории Оксфордского университета и научным сотрудником Ориел-колледжа. Она является почётным членом колледжа Мертон в Оксфорде и Баллиол-колледжа в Оксфорде.

## Книги

### Жизнь, в которой я был твоей чумой: мир и наследие Мартина Лютера
В книге «Жизнь, в которой я был твоей чумой» Ропер исследует некоторые из наиболее противоречивых аспектов личности Мартина Лютера — его использование вульгарной речи, его кулачные бои и его неистовый антисемитизм. Работа также анализирует образы Лютера, созданные художником Лукасом Кранахом, которые стали столь узнаваемыми, показывая, как тщательно Лютер создавал образ себя, который он хотел представить миру. Ропер заканчивает оценкой наследия Лютера в более поздние годы, в частности, как его представляли в бывшей Восточной Германии и как его чествовали в 2017 году, при пятисотлетнем юбилее 95 тезисов. 

### Мартин Лютер: отступник и пророк
Книга Ропер «Мартин Лютер: отступник и пророк» переведена на немецкий, испанский, польский, португальский, чешский и голландский языки; в Германии она стала бестселлером. Опубликованная в честь 500-летия публикации 95 тезисов и начала Реформации, биография Ропер является одной из первых, в которой Лютер рассматривается в его социальном и культурном контексте, на первый план выдвигается его физическая сущность и, таким образом, предпринимается попытка по-новому понять его теологию. Работа вошла в шорт-лист как премии Вольфсона по истории, так и премии Элизабет Лонгфорд.

### Ведьма в западном воображении
Исследуя, как ведьмы и колдовство изображались в искусстве и литературе, «Ведьма в западном воображении» опирается на предыдущие работы Ропер, чтобы объяснить, почему ведьмы так часто изображаются в виде старых карг. Однако фигура ведьмы не всегда изображается в негативном свете, и она может быть личностью, способной противостоять власти и даже представлять само сообщество. Углубляясь в важность «фантазии» для интерпретации ведьм и колдовства, Ропер в своём детальном исследовании объясняет, «как люди понимали колдовство, почему образ ведьмы мог вызывать такие сильные эмоции и почему её можно было использовать столь многими способами». 

### Ведьмовство: ужас и фантазия в барочной Германии
«Ведьмино безумие» исследует роль бессознательной фантазии в истории, рассматривая четыре случая охоты на ведьм в Южной Германии, регионе с самым большим количеством казней людей, обвиняемых в колдовстве. Используя обширные архивные источники, включая оригинальные стенограммы судебных процессов, книга изучает психологию охоты на ведьм, утверждая, что движущей силой этой охоты на ведьм были страхи, связанные с фертильностью. Ропер исследует, «почему жертвами охоты на ведьм в основном становились пожилые женщины, почему они признавались в преступлениях и как изображение ведьм в искусстве и литературе повлияло на характер пожилых женщин в нашей собственной культуре». Книга была переведена на немецкий язык совместно с Беком (Hexenwahn: Geschichte einer Verfolgung) и была удостоена премии Роланда Х. Бейнтона в 2005 году.

### Эдип и дьявол: колдовство, религия и сексуальность в Европе раннего Нового времени
Сборник из девяти взаимосвязанных эссе «Эдип и дьявол» исследует темы, охватывающие литературную культуру XVI века, взгляды на тему сексуальности и идеи раннего Нового времени относительно женственности и мужественности, вопросы, связанные со сложным развитием брака, и использование психоанализа в изучении колдовства. Ропер исследует, почему женщина убила своего ребёнка, почему кто-то признался в связи с дьяволом как муж и жена, и почему известный банкир мог нанять деревенского ясновидца (Dorf hellseherin). Работа была переведена на немецкий язык совместно с Фишером Ташенбухом (Ödipus und der Teufel: Körper und Psyche in der Frühen Neuzeit) и широко цитируется. 

### Святое семейство: женщины и мораль в реформационном Аугсбурге
В первой книге Ропер анализируются способы, которыми Реформация изменила гендерные отношения, на примере Аугсбурга, одного из важнейших городов Священной Римской империи. Исследуя идею «гражданской праведности», Ропер утверждала, что Реформация разработала теологию гендера, согласно которой роли мужчин и женщин были чётко разделены в рамках видения «святого семейства». Если ранее влияние Реформации на женщин считалось благотворным, то в этой книге утверждается, что положение женщин, напротив, ухудшилось. Книга была переведена на немецкий язык и несколько раз переиздавалась.

## Награды и почести
В 2016 году Ропер получила премию Герды Хенкель за выдающиеся достижения в истории. В настоящее время она является обладателем Исследовательской премии имени Гумбольдта (совместно со Свободным университетом Берлина) за исследования в Германии. Она является почётным членом исторического факультета Мельбурнского университета, членом Австралийской академии гуманитарных наук (2009), членом Британской академии (2011) и членом Берлинско-Бранденбургской академии наук, Берлин (2016). Ропер также имеет почётные докторские степени Мельбурнского университета (2013) и Базельского университета (2021).

## Избранные труды
- Summer of Fire and Blood: The German Peasants' War (Basic Books, 2025), ISBN 9781541647039[12][13][14][15]
- Living I Was Your Plague: Martin Luther's World and Legacy (Princeton University Press, 2021).
- Martin Luther: Renegade and Prophet (The Bodley Head, 2016)
- The Witch in the Western Imagination (University of Virginia Press[англ.], 2012). xi+240pp. review
- "Witchcraft and the Western Imagination," Transactions of the Royal Historical Society, Vol. 16 (December 2006), pp. 117–41. Утверждает, что демонология может стать частью развлекательной литературы. Обзор в Jstor
- Witch Craze: Terror and Fantasy in Baroque Germany (Yale University Press, 2004), ISBN 9780300103359. 362pp.
- Dreams and History: The Interpretation of Dreams from Ancient Greece to Modern Psychoanalysis (соред. с Дэниелом Пиком[англ.]) (East Sussex: Brunner-Routledge, 2004) 276pp.
- Religion and Culture in Germany (1400–1800) (Посмертно собранные эссе Роберта У. Скрибнера[англ.]) (Leiden: Brill, 2001). review
- "Evil imaginings and fantasies: Child-witches and the end of the witch-craze," Past and Present, Vol. 167 (May 2000), pp. 107–39
- "Witchcraft and fantasy in early modern Germany" (недоступная ссылка) (Witchcraft in Early Modern Europe: Studies in Culture and Belief) (Past & Present Publications) (Cambridge, 1996), ed. by Jonathan Barry, Marianne Hester, and Gareth Roberts.
- Oedipus and the Devil: Witchcraft, Sexuality and Religion in Early Modern Europe (Routledge, 1994)
- The Holy Household: Women and Morals in Reformation Augsburg. (Clarendon Press, 1989, 1991). Утверждает, что Реформация значительно ухудшила положение европейских женщин. Обзор в History Today review in Jstor
- Disciplines of Faith: Studies in Religion, Politics, and Patriarchy (с Джимом Обелькевичем и Рафаэлем Самуэлем) (Routledge and Kegan Paul, 1987)